# District de Tselinograd
Le  district de Tselinograd (en kazakh : Целиноград ауданы) est un district de l'oblys d'Aqmola au nord du Kazakhstan. 

## Géographie
Son centre administratif est la localité d'Akmol.

## Démographie
En 2013, le district a une population de 60 505 habitants.